# La casa encantada
La casa encantada (també coneguda com La casa hechizada i en francès La maison ensorcelée) és un curtmetratge francès mut de 1907 dirigit per Segundo de Chomón n s'utilitza l'animació d'objectes mitjançant la tècnica de l'escamoteig.
José María Candel Crespo afirma que l'èxit a França de la pel·lícula de 1907 de James Stuart Blackton The Haunted Hotel va ser el motiu de la realització del curtmetratge. Manuel Rodríguez Bermúdez data el film de Blackton a l'abril de 1907, produït en la sucursal de la Vitagraph (de la qual era copropietari juntament amb Albert E. Smith) a París, i titulat L'hôtel hanté: fantasmagorie épouvantable que va ser comercialitzat amb el nom de The Haunted Hotel.
Un dels trets més rellevants d'aquesta pel·lícula és l'ús de la tècnica del pas de manovella, que havia estat inventada i patentada en 1898 pel pioner britànic G. A. Smith, encara que en el seu moment no se li havia donat major importància. Fernando Martín Peña, però, assenyala que Albert Smith i Stuart Blackton van inaugurar als Estats Units el cinema d'efectes especials després de l'observació minuciosa dels fotogrames de les pel·lícules de Georges Méliès i que, en realitat, Blackton només va perfeccionar a La maison hanté ('La casa encantada') i després en la seva còpia titulada The haunted hotel ('L'hotel embruixat), totes dues de 1907, la tècnica de l'escamoteig (anomenada a països anglosaxons stop-motion) o animació fotograma a fotograma, que havia estat desenvolupada anteriorment per Segundo de Chomón. El cineasta terolenc realitzaria, un any més tard, la seva pel·lícula més coneguda, basada també en el desenvolupament de la tècnica del pas de manovella: L'hotel elèctric, que habitualment havia estat datada el 1905.